# Gerhard Jentsch
Gerhard Jentsch (* 15. September 1924 in Breslau; † 6. Februar 1998) war ein deutscher Schauspieler, Hörspiel- und Synchronsprecher, der einem breiten Publikum vor allem durch zahlreiche Sprechrollen in Produktionen der Augsburger Puppenkiste bekannt geworden ist.

## Leben
Jentsch wuchs als Einzelkind einer Hausfrau und eines Matrosen und Kneipenwirt in seiner Geburtsstadt Breslau auf. Er erlernte den Beruf eines Bankkaufmannes, wurde aber im Alter von 18 Jahren in die Wehrmacht eingezogen.

## Wehrpflicht
Jentsch wurde mit 18 während des Zweiten Weltkriegs eingezogen, dort kämpfte er an der Front. Ende 1944 wurde Jentsch in der Normandie von den Amerikanern gefangen genommen. Während dieser Zeit wurde er hauptsächlich als Koch im Gefangenenlager und als Übersetzer zwischen den Amerikanern und den Franzosen eingesetzt.

## Karriere
Jentsch erhielt seine Schauspielausbildung in seiner Heimatstadt und erste Engagements in Halle/Saale, Münster, Mannheim und Saarbrücken. 1960 gab er in der Rolle des „James Tyrone jr.“ in Eugene O’Neills Ein Mond für die Beladenen sein Debüt an den Städtischen Bühnen Augsburg.
Während seiner Bühnentätigkeit in Augsburg war Jentsch auch als Interpret bei der Augsburger Puppenkiste tätig. Hier lieh er dem „König Alfons dem Viertelvorzwölften“ sowie dem Hauptmann der „Wilden 13“ in den HR-Produktionen von Michael Endes Jim Knopf und Lukas der Lokomotivführer und Jim Knopf und die Wilde 13 seine Stimme. Zu seinen weiteren Einsätzen für die Puppenkiste gehörten unter anderem die Titelfigur in Max Kruses Lord Schmetterhemd und der „König Pumponell“ in Kruses Urmel spielt im Schloß.
Daneben trat Jentsch auch als Schauspieler in zahlreichen Fernsehproduktionen auf. Er spielte mehrfach in Fernsehspielen unter der Regie von Eberhard Itzenplitz (Hanna Lessing, Die Beichte, Der Tod der Schneevögel) und Franz Peter Wirth (Die Geschichte von Joel Brand mit Herwig Walter, Die Messe der erfüllten Wünsche), in Mehrteilern wie Flucht ohne Ausweg (mit Hansjörg Felmy) und Der seidene Schuh (mit Maximilian Schell), als „Astrogator des Raumschiffs Hydra“ in der Science-Fiction-Serie Raumpatrouille, einem Film der Reihe Tatort sowie in zwei Episoden der Serie Fernfahrer. In Franz Peter Wirths halbdokumentarischem Fernsehfilm Operation Walküre verkörperte er den Rittmeister Heinz Ludwig Bartram, Adjutant des Generaloberst Friedrich Fromm und Eberhard Itzenplitz' Fernsehfilm Der Pedell den Verteidiger Jakob Schmids.
Neben seiner Sprechertätigkeit für die Augsburger Puppenkiste arbeitete Jentsch auch als Synchronsprecher, unter anderem für Fernando S. Pollack in Die Jagd (1965). Als Hörspielsprecher war er überwiegend für den Saarländischen Rundfunk, bzw. dessen Vorgänger Radio Saarbrücken tätig. In diesem Metier sprach er meistens Haupt- oder größere Nebenrollen.

## Privatleben
Jentsch war mit der Schauspielkollegin Gunda-Maria Weber verheiratet, die ebenfalls als Sprecherin für die Augsburger Puppenkiste tätig war. Zusammen haben sie drei Söhne und vier Enkelkinder.

## Filmografie (Auswahl)
- 1963: Teufelskreise
- 1964: Die Geschichte von Joel Brand
- 1965: Der seidene Schuh
- 1966: Raumpatrouille
- 1967: Flucht ohne Ausweg (TV-Dreiteiler)
- 1967: Fernfahrer
- 1969: Fememord
- 1970: Operation Walküre
- 1970: Hanna Lessing
- 1970: Die Beichte
- 1971: Albrecht Dürer 1471–1528
- 1971: Die Messe der erfüllten Wünsche
- 1971: Der Pedell
- 1974: Der Tod der Schneevögel
- 1975: Tatort: Wodka Bitter-Lemon
- 1975: Eine ganz gewöhnliche Geschichte

## Sprechrollen bei der Augsburger Puppenkiste (Auswahl)
- 1972: Wir Schildbürger, Rollen: Pelzhändler Meister Winter, Wandersmann Erhard Schürstab
- 1973: Don Blech und der goldene Junker, Rolle: Schmuser, der Stier
- 1974: Urmel spielt im Schloß, Rolle: König Pumponell
- 1976: Jim Knopf und Lukas der Lokomotivführer, zweite Produktion, Rollen: König Alfons, der Viertelvorzwölfte; Hauptmann der Wilden 13
- 1976: Geschichten aus Holleschitz, Rollen: Leierkastenmann Babatschek, Großvater Frantak
- 1977: Jim Knopf und die Wilde 13, zweite Produktion, Rollen: König Alfons, der Viertelvorzwölfte; Hauptmann der Wilden 13
- 1977: Eine Woche voller Samstage, Rolle: Studienrat Groll
- 1978: Das kalte Herz, Rolle: Der dicke Ezechiel
- 1978: Lord Schmetterhemd, Rolle: Lord Shnatterman
- 1978: Wir warten aufs Christkind, Rolle: Lord Shnatterman
- 1979: Malte Maltzahn machts möglich, Rolle: Murmeltier Peter
- 1985: Kater Mikesch, Rolle: Bauer Schober
- 1985: Abdallah und sein Esel, Rolle: Sidi Rotbart
- 1986: Schlupp vom grünen Stern, Rolle: Onkel Richard

## Hörspiele
- 1949: Der arme Mr. Griffith – Regie: Wilhelm Semmelroth
- 1952: Die verschlossene Tür (von Fred von Hoerschelmann) – Regie: Walter Knaus
- 1952: Der Teufel hole die Philosophie – Regie: Walter Knaus
- 1952: Shakespeares Tod – Regie: Walter Knaus
- 1952: Schütze Jasrich – Regie: Ulrich Lauterbach
- 1952: Kasan liegt an der Strecke nach Sibirien – Regie: Armas Sten Fühler
- 1954: Schäferlegende – Regie: Walter Knaus
- 1955: Das Lied der Laute – Regie: Hans Goguel
- 1956: Der lebendige Stein – Regie: Peter Arthur Stiller
- 1957: Flucht in der Maske – Regie: Peter Arthur Stiller
- 1957: Das Spiel vom Kreuz – Regie: Jörg Franz
- 1957: Zwischen den Grenzen – Regie: Peter Arthur Stiller
- 1957: Ein Haus bei San Vicente – Regie: Peter Arthur Stiller
- 1957: Die roten Signale – Regie: Peter Arthur Stiller
- 1957: Der Verräter – Regie: Peter Arthur Stiller
- 1957: Die Dame ist blond – Regie: Albert Carl Weiland
- 1958: Marmor – Regie: Jörg Franz
- 1958: Professor Forster – Regie: Walter Grüters
- 1958: Mene-tekel-Upharsin – Regie: Peter Arthur Stiller
- 1958: Nicht einfach, einen Kopf zu haben – Regie: Peter Arthur Stiller
- 1958: Einsamer Weg – Regie: Jörg Franz
- 1958: Leuchtkugeln – Regie: Jörg Franz
- 1959: Arbeiterpriester – Regie: Ulrich Lauterbach
- 1959: Zwölftausend – Regie: Peter Arthur Stiller
- 1959: Kleinpaul entdeckt einen Tizian – Regie: Peter Arthur Stiller
- 1959: Eine Geschichte, die das Leben schrieb – Regie: Peter Arthur Stiller
- 1963: Die Gerechten (nach Albert Camus) – Regie: Horst Loebe
- 1963: Lester Powell: Die Dame im Schnee – Regie: Albert C. Weiland (Kriminalhörspiel – SR)
- 1963: Der Reklameverteiler – Regie: Heinz Hostnig
- 1964: Das Buch Hiob – Regie: Heinz Schimmelpfennig
- 1964: Der eingebildete Kranke stirbt – Regie: Heinrich Kalbfuß
- 1965: Die sechste Frau – Regie: Peter Arthur Stiller
- 1965: Moby Dick – Regie: Raoul Wolfgang Schnell
- 1965: Hunde – Regie: Holger Sandig
- 1967: Zizibä – Regie: Jörg Franz
- 1967: Der Berg der Versuchung – Regie: Peter Arthur Stiller
- 1968: Saara – Regie: Günter Bommert
- 1969: In dem Haus – Regie: Heinz Hostnig